# Evropsko združenje klavirskih pedagogov
Evropsko združenje klavirskih pedagogov (angleško European Piano Teachers Association; kratica EPTA) je mednarodno združenje klavirskih glasbenih pedagogov, ki delujejo v Evropi.